# Carlo Ambrogio Lonati
Carlo Ambrogio Lonati, właśc. Giovanni Ambrogio Leinati, także Lainati, Leonati, Lunati, pseudonim Il Gobbo della Regina (ur. około 1645 przypuszczalnie w Mediolanie, zm. około 1710 przypuszczalnie tamże) – włoski kompozytor i skrzypek.

## Życiorys
W latach 1665–1667 był skrzypkiem królewskiej kapeli nadwornej w Neapolu. W 1668 roku wyjechał do Rzymu, gdzie wstąpił na służbę u królowej Krystyny szwedzkiej. Zdobył sobie uznanie jako skrzypek, działał też jako śpiewak. Śpiewał m.in. w L’Alcasta overo Amor per vendetta Bernardo Pasquiniego. Od 1673 do 1674 roku działał jako skrzypek w kościele San Luigi dei Francesi, następnie od 1674 do 1675 roku był skrzypkiem w oratoriach SS. Stimmate i Santissimo Crocifisso. Przyjaźnił się z Alessandro Stradellą i po ujawnieniu jego matactw w 1677 roku został zmuszony do opuszczenia Rzymu. W ślad za Stradellą udał się do Genui, a po jego śmierci w 1682 roku przeniósł się na dwór w Mantui. Przypuszczalnie w towarzystwie śpiewaka Giovanni Francesco Grossiego odwiedził Anglię. Ostatnie lata życia spędził w Mediolanie.
Był autorem oper Amor per destino (wyst. Genua 1678), Ariberto e Flavio, regi di Longobardi (wyst. Wenecja 1684?), Enea in Italia (wyst. Mediolan 1686), I due germani (fratelli) rivali (wyst. Modena 1686), Antico, principe della Siria (wyst. Genua 1690), Scipione africano (wyst. Mediolan 1692), L’Aiace (wyst. Mediolan 1694), Aetna festivo (wyst. Mediolan 1696), ponadto napisał 12 sonat na skrzypce i basso continuo (1701) oraz liczne kantaty. Jego uczniem był Francesco Geminiani.